# Night Calls
Night Calls es el decimotercer álbum de estudio del músico británico Joe Cocker, publicado por la compañía discográfica Capitol Records en octubre de 1991. El álbum fue publicado en tres versiones diferentes entre 1991 y 1992, todas ellas con una lista de canciones y una portada diferente, además de una edición en formato DTS lanzada en el Reino Unido en 1998.
Night Calls fue el primer álbum de Cocker en entrar en la lista británica UK Albums Chart en casi una década, desde el lanzamiento de Civilized Man, y alcanzó el puesto veinticinco. En los Estados Unidos, Night Calls llegó al puesto 111 de la lista Billboard 200, mientras que el sencillo «Love Is Alive» alcanzó la posición siete en la lista Hot Mainstream Rock Tracks.

## Lista de canciones
| Edición europea (1991) |                                          |                                                      |          |  |
| N.º                    | Título                                   | Escritor(es)                                         | Duración |  |
| 1.                     | «Love Is Alive»                          | Gary Wright                                          | 3:57     |  |
| 2.                     | «Little Bit of Love»                     | Paul Rodgers, Paul Kossoff, Simon Kirke, Andy Fraser | 2:28     |  |
| 3.                     | «Please No More»                         | Greg Hansen, David Egan                              | 5:28     |  |
| 4.                     | «There's a Storm Coming»                 | John Hadley, Wally Wilson                            | 4:08     |  |
| 5.                     | «You've Got to Hide Your Love Away»      | John Lennon, Paul McCartney                          | 5:03     |  |
| 6.                     | «I Can Hear the River»                   | Don Dixon                                            | 4:51     |  |
| 7.                     | «Don't Let the Sun Go Down on Me»        | Elton John, Bernie Taupin                            | 5:30     |  |
| 8.                     | «Night Calls»                            | Jeff Lynne                                           | 3:28     |  |
| 9.                     | «Five Women»                             | Prince                                               | 5:34     |  |
| 10.                    | «Can't Find My Way Home»                 | Steve Winwood                                        | 3:29     |  |
| 11.                    | «Not Too Young to Die of a Broken Heart» | Brent Bourgeois                                      | 4:19     |  |
| 12.                    | «Out of the Rain»                        | Tony Joe White                                       | 4:38     |  |

| Edición estadounidense (1992) |                                     |                             |          |  |
| N.º                           | Título                              | Escritor(es)                | Duración |  |
| 1.                            | «Feels Like Forever»                | Bryan Adams, Diane Warren   | 4:43     |  |
| 2.                            | «I Can Hear the River»              | Don Dixon                   | 3:42     |  |
| 3.                            | «Now That the Magic Has Gone»       | John Miles                  | 4:42     |  |
| 4.                            | «Can't Find My Way Home»            | Steve Winwood               | 3:29     |  |
| 5.                            | «Night Calls»                       | Jeff Lynne                  | 3:28     |  |
| 6.                            | «Don't Let the Sun Go Down on Me»   | Elton John, Bernie Taupin   | 5:30     |  |
| 7.                            | «Love Is Alive»                     | Gary Wright                 | 3:57     |  |
| 8.                            | «Five Women»                        | Prince                      | 5:35     |  |
| 9.                            | «Please No More»                    | Greg Hansen, David Egan     | 5:28     |  |
| 10.                           | «Out of the Rain»                   | Tony Joe White              | 4:38     |  |
| 11.                           | «You've Got to Hide Your Love Away» | John Lennon, Paul McCartney | 5:03     |  |
| 12.                           | «When a Woman Cries»                | Joshua Kadison              | 4:17     |  |

| Edición DTS (1998) |                                     |          |  |
| N.º                | Título                              | Duración |  |
| 1.                 | «I Can Hear The River»              |          |  |
| 2.                 | «There's A Storm Coming»            |          |  |
| 3.                 | «Can't Find My Way Home»            |          |  |
| 4.                 | «Night Calls»                       |          |  |
| 5.                 | «Don't Let The Sun Go Down on Me»   |          |  |
| 6.                 | «Five Women»                        |          |  |
| 7.                 | «Please No More»                    |          |  |
| 8.                 | «Out of the Rain»                   |          |  |
| 9.                 | «You've Got To Hide Your Love Away» |          |  |
| 10.                | «Little Bit of Love»                |          |  |

| Edición argentina (1991). Editado por EMI |                                     |                                                      |          |  |
| N.º                                       | Título                              | Escritor(es)                                         | Duración |  |
| 1.                                        | «Love Is Alive»                     | Gary Wright                                          | 3:57     |  |
| 2.                                        | «Little Bit of Love»                | Paul Rodgers, Paul Kossoff, Simon Kirke, Andy Fraser | 2:28     |  |
| 3.                                        | «Please No More»                    | Greg Hansen, David Egan                              | 5:28     |  |
| 4.                                        | «There's a Storm Coming»            | John Hadley, Wally Wilson                            | 4:08     |  |
| 5.                                        | «You've Got to Hide Your Love Away» | John Lennon, Paul McCartney                          | 5:03     |  |
| 6.                                        | «I Can Hear the River»              | Don Dixon                                            | 4:51     |  |
| 7.                                        | «Don't Let the Sun Go Down on Me»   | Elton John, Bernie Taupin                            | 5:30     |  |
| 8.                                        | «Night Calls»                       | Jeff Lynne                                           | 3:28     |  |
| 9.                                        | «Five Women»                        | Prince                                               | 5:34     |  |
| 10.                                       | «Can't Find My Way Home»            | Steve Winwood                                        | 3:29     |  |

## Posición en listas
| País           | Lista                 | Posición |
| -------------- | --------------------- | -------- |
| Alemania       | Media Control Charts  | 6        |
| Austria        | Austrian Albums Chart | 4        |
| Estados Unidos | Billboard 200         | 111      |
| Noruega        | VG-lista Albums Chart | 12       |
| Nueva Zelanda  | Recorded Music NZ     | 3        |
| Países Bajos   | Dutch Top 40          | 18       |
| Reino Unido    | UK Albums Chart       | 25       |
| Suecia         | Swedish Albums Chart  | 27       |
| Suiza          | Swiss Albums Chart    | 5        |

| Sencillo        | País           | Lista                  | Posición |
| --------------- | -------------- | ---------------------- | -------- |
| «Love Is Alive» | Estados Unidos | Mainstream Rock Tracks | 7        |

## Certificaciones
| País     | Organismo certificador | Certificación | Ventas certificadas | Ref.   |
| -------- | ---------------------- | ------------- | ------------------- | ------ |
| Alemania | BVMI                   | Platino       | 500 000             | [ 12 ] |
| Francia  | SNEP                   | Oro (x2)      | 200 000             | [ 13 ] |
| Suiza    | IFPI                   | Oro           | 25 000              | [ 14 ] |